# アダン・ド・ラ・アル

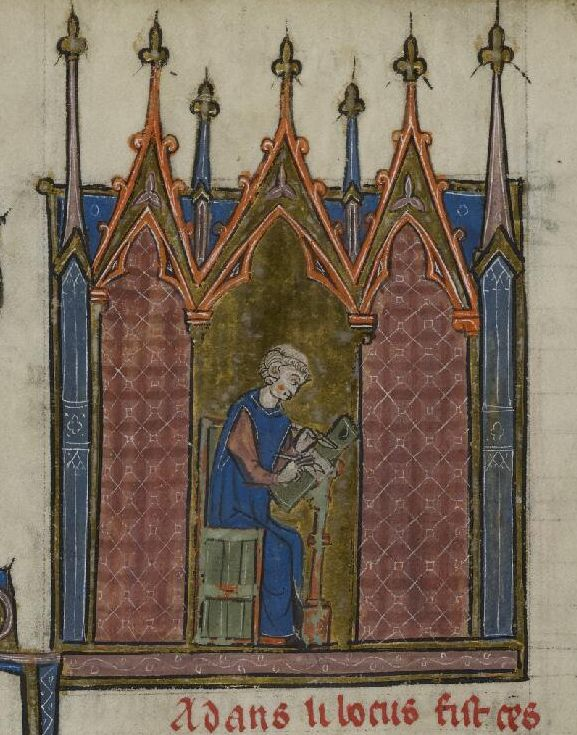
アダン・ド・ラ・アル

アダン・ド・ラ・アル (Adam (Adan) de la Halle, 1240年頃 - 1287/1288/1304年頃）は、13世紀の音楽家。フランス中世後期を代表する作曲家の一人で、最後のトルヴェールもしくはミンストレル、そしてアルス・アンティクアの多声音楽の代表的な作曲者の一人とされる。
アラスのアダン（Adam d' Arras）の他、アダン・ル・ボシュ（Adam le Bossu）あるいは アラスのボシュ（Bossu d' Arras）という渾名が知られている。

## 生涯
毛織物工業とその貿易で栄えたフランス北部アルトワ地方（現在のパ＝ド＝カレー県）の町アラスで、役人の家庭に生まれる。
渾名から何らかの身体的なハンディキャップがあったことが示唆されるが、アダンは自身の作品『シチリアの王』（Le Roi de Sicile）の献呈の辞において「見ての通りそういうことはないのです」と述べている。
高度な教育を受けることができたらしく、1262年頃にパリの大学で聖職者の教育を受けたという説があり、この説が正しければこの大学を中心として広まっていたアルス・アンティクアの複雑なポリフォニー音楽に直接触れる機会を得た可能性がある。教育を受けた後はアラスに戻って来たようで、1270年代からはアラスの領主ロベール2世にミンストレルとして仕えていたらしい。またアラスでは裕福な市民階級が多かったため大きな歌謡組合（ピュイ）があったが、そこに属して音楽の研鑽を受けていたともされる。彼の多くの作品はそのテキストに使われている言葉の訛りからこのアラスで作られたようである。
その後、領主と共に1276年もしくは1277年にパリへ移動し、さらに1283年にナポリのシャルル・ダンジューの宮廷へ向かった。1287年もしくは1288年頃にこの地で亡くなったとする説が有力であるが、1304年頃にアラスで亡くなったという説もある。

## 作品
彼は2つの劇作品を残しているが、そのうち『ロバンとマリオンの劇』（Jeu de Robin et Marion）は、当時のフランスで普遍的な田園詩（パストラル）を元に彼自身による数多くの多声音楽を付随したもので、シャルル・ダンジューの宮廷で上演されたことがわかっている。また、伝統的なトルヴェールの詩や形式による数多くのジュー・パルティ、モテット、多声ロンドーが残されている。

### 劇作品

#### 『ロバンとマリオンの劇』（Jeu de Robin et Marion）
1275年頃のアラスでの作とする説や、1284年頃のナポリでの作とする説などがあり、正確な創作時期は確定していない。
羊飼いの娘マリオンに一目惚れした騎士が、自分のものにしようとその恋人の農夫ロバンから彼女を奪うが、マリオンは騎士になびかず頑に拒否する。マリオンは解放され、仲間達はパーティーを開いて祝福する。

素朴な内容のストーリーであるが、現代でも時折上演される。第7場から第9場まではほとんど筋が無く、音楽や舞踏、コミカルな会話を主体とする冗長的な部分なので、しばしばカットされる。
| 構成 | 出演 |
| --- | --- |
| 第1場 牧場 マリオンと騎士 第2場 牧場 マリオンとロバン 第3場 小さな村 ロバンと仲間達 第4場 牧場 恋人達と騎士、マリオンの拉致 第5場 牧場 ロバンとゴーティエ 第6場 田園 マリオンと騎士、マリオンの解放 第7場 田園 恋人達と仲間達との遊び 第8場 田園 ご馳走 第9場 フィナーレ ご馳走と踊り | ロバン（男声） ：農夫、マリオンの恋人 マリオン（女声） ：羊飼い ロバンの恋人 騎士（男声） ゴーティエ（男声）：農夫、ロバンの従兄弟 ボードン（男声） ：農夫、ロバンの従兄弟 ペロネール（女声）：羊飼い、マリオンの友人 ユアール（男声） ：農夫、ロバンの友人 器楽合奏 |

#### 『葉隠れの劇』（Jeu de la feuillée）、もしくは『狂人の劇』（Jeu de la folie）
アラスの町の祭で上演するために書かれたらしい。いくつかの資料による推測により初演は1276年6月3日と見られる。アダン自身や家族、友人、知人など、彼の周辺に実際にいたと思われるアラスの人々が登場する風刺劇。上記のアダンの経歴の多くは、この戯曲の内容から推察されている。
『葉隠れの劇』の題名が定着しているが、実際は冒頭に「アダンの劇（Li Jus Adan）」と記述されているのみで、彼自身がこれに特別な題名を付けた形跡は残されていない。
登場人物の構成や会話内容から、全体で4場面程度に大きく分けることができるが、写本の戯曲には明確な場分けは見当たらない。また、音楽は残された写本のいずれにも残されておらず、元々音楽なしの劇であった可能性もあるが、音楽の素養の深いアダンの作品であることや、登場人物に多くのジョングルールが含まれることなどから、即興的に演奏された可能性が大きい。

## 資料
- "Medieval France  an Encyclopedia" Kibler & Zinn,  Garland Publishing 1995    ISBN 0824044444
- フランス中世文学集　第4巻「奇跡と愛と」, 新倉、神沢、天沢訳 , 白水社 1996    ISBN 4560046034
- "The Play of Madness : A Translation of Jeu de la Feuillée by Adam d'Arras" Guy Mermier, Peter Lang Publishing 1997    ISBN 0820428604
- CD : Adam de la halle "LE JEU DE ROBIN ET MARION"  Thomas Binkley / Musicians of the Schola Cantorum Basiliensis, (May.1987),  Focus 913